# Leon Stefan Habsburg
Leon Stefan Habsburg (ur. 12 czerwca 1928 w Żywcu - zm. 3 lutego 2020 w Lochen am See w Austrii) - arystokrata z żywieckiej linii Habsburgów-Lotaryńskich.  
Syn Leona Karola Habsburga, właściciela Bestwiny i Marii Klotyldy Montjoye de la Roche. W latach 1933–1944 wychowywał się na zamku w Bestwinie. 31 marca 1962 ożenił się z Gabriele Kunert (rozwód w 1969), a 21 września 1973 z Heidi Aigner. Po 1989 wielokrotnie odwiedzał Bestwinę i utrzymywał kontakt listowny z jej mieszkańcami. Uroczystości pogrzebowe odbyły się 8 lutego 2020 w kościele parafialnym w Lochen am See.